# Bernard Garcia
Pour les articles homonymes, voir García.
Pas d'image ? Cliquez ici
Bernard Garcia est un pilote de vitesse moto français né à Marseille le 16 avril 1971.
Commençant la conduite moto dès son enfance, il devient vice-champion de France de Pocket bike 1988, vice-champion de France Coupe Yam 1989 et vice-champion de France 250 Open 1990.
Il commence sa carrière en Grand Prix en courant la saison 1993 sur Yamaha en catégorie reine : la 500 cm3, ainsi que la saison 1994 et 1995. Puis, on le retrouve en 1997 ou il participe à quelques courses, comme en 1998 et 1999.

Il a marqué 154 points au championnat du monde catégorie 500 cm3 durant sa carrière.

Après sa retraite en Grand Prix, il continue de participer à des courses d'endurance supersport. En 2002, il tire définitivement un trait sur la compétition moto.
En 2007, avec son frère Marc,lui aussi ancien pilote de Grand Prix, il fonde une école de pilotage sur piste : 4G.

## Carrière en Grand Prix
| Année | Cat.    | Équipe | Moto       | GP | Vict. | Podiums | Poles | Mtour | Pts | Position |
| ----- | ------- | ------ | ---------- | -- | ----- | ------- | ----- | ----- | --- | -------- |
| 1993  | 500 cm³ |        | Yamaha     | 13 | 0     | 0       | 0     | 0     | 40  | 16e      |
| 1994  | 500 cm³ |        | ROC Yamaha | 13 | 0     | 0       | 0     | 0     | 56  | 11e      |
| 1995  | 500 cm³ |        | ROC Yamaha | 13 | 0     | 0       | 0     | 0     | 41  | 14e      |
| 1997  | 500 cm³ |        | Honda      | 4  | 0     | 0       | 0     | 0     | 7   | 26e      |
| 1998  | 500 cm³ |        | Honda      | 4  | 0     | 0       | 0     | 0     | 10  | 24e      |
| 1999  | 500 cm³ |        | Muz Weber  | 1  | 0     | 0       | 0     | 0     | -   | -        |